# 2012 en Polynésie française
Cet article présente les faits marquants de l'année 2012 en Polynésie française.

## Évènements
- 11 juin : La Coupe d'Océanie de football 2012, aux Îles Salomon, qui est également une phase des éliminatoires de la Coupe du Monde de football 2014, est remportée par Tahiti, qui bat la Nouvelle-Calédonie 1-0 en finale. C'est la première fois de l'histoire de la compétition que ni l'Australie (qui n'est plus membre de l'OFC) ni la Nouvelle-Zélande ne remportent le trophée. En tant que vainqueur, Tahiti est qualifiée pour la Coupe des confédérations 2013[1].